# Brooks Robinson
Brooks Calbert Robinson Jr. (* 18. Mai 1937 in Little Rock, Arkansas; † 26. September 2023 in Owing Mills, Maryland) war ein US-amerikanischer Baseballspieler in der Major League Baseball (MLB) auf der Position des Third Basemans. Er spielte während seiner 22 Jahre andauernden Karriere ausschließlich bei den Baltimore Orioles. Sein Spitzname war The Human Vacuum Cleaner bzw. auch Hoover (in Anlehnung an den in den Vereinigten Staaten populären Staubsauger).

## Biografie
Brooks Robinson war ein herausragender Third Baseman für die Baltimore Orioles in der American League (AL). Er wurde von den Orioles in einem Team einer Kirchenliga entdeckt, wo er als Second Baseman spielte. Bei den Orioles sollte er George Kell ersetzen. Sein Debüt gab er am 17. September 1955.
Von 1960 bis 1974 nahm Robinson an allen All-Star-Spielen teil und stand dabei fünfzehn Mal auf der Seite der Verlierer. Von 1960 bis 1975 gewann er den Gold Glove Award als bester Verteidiger auf seiner Position des Third Baseman. 1964 gewann er den Titel des MVP der American League. Dies war seine einzige Saison mit einem Schlagdurchschnitt von mehr als 30 %.

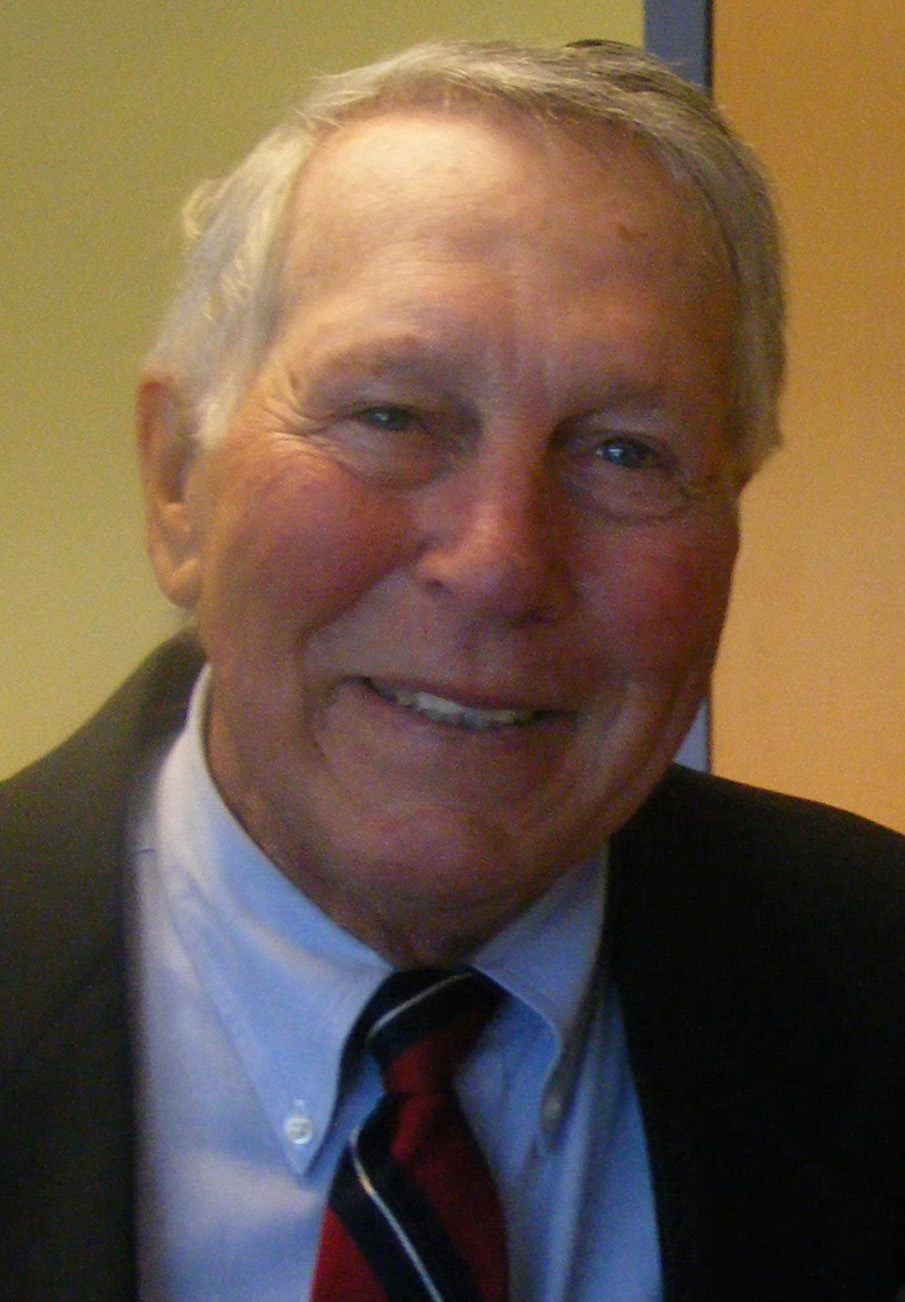
Brooks Robinson (2010)

1966 konnte er mit den Orioles die Meisterschaft in der American League erringen. In den World Series trafen sie auf die favorisierten Los Angeles Dodgers. Hauptsächlich durch das sehr starke Verteidigungsspiel von Robinson gewann Baltimore die vier sehr engen Spiele der Serie.
1970 trafen die Orioles dann in der World Series auf die Cincinnati Reds. In dieser Serie zeigte Robinson exzellente Leistungen sowohl in der Offensive als auch in der Defensive. Er hatte in dieser Serie einen Schlagdurchschnitt von 42,9 % und schlug zwei Home Runs. Diese Leistungen brachten ihm den Titel des MVP der World Series ein. Der Manager der Reds Sparky Anderson sagte: „Ich beginne Brooks Robinson im Schlaf zu sehen. Wenn ich dieses Blatt Papier hier fallen ließe, fänge Brooks es auf, würfe es zur ersten Base und ich wäre aus.“ Johnny Bench, der Catcher der Reds sagte: „Wenn wir gewusst hätten, dass Brooks dieses Auto unbedingt gewinnen will, hätten wir ihm eins gekauft.“
Sein letztes Spiel für die Orioles bestritt Robinson am 13. August 1977. Er beendete seine Karriere nach 2870 Spielen, in denen er 2848 Basehits, 268 Home Runs und 1357 RBI erzielte und einen Schlagdurchschnitt von 26,7 % erreichte. Am Ende der Saison 1977 beschlossen die Orioles, seine Rückennummer 5 nicht mehr zu vergeben. Er war der erste Spieler der Orioles, dem diese Ehre zuteilwurde. Nach seiner Spielerkarriere begann er, als Fernsehkommentator bei den Spielen seines Teams zu arbeiten.
1983 wurde er in die Baseball Hall of Fame gewählt. Am 6. Oktober 1991 spielten die Orioles ihr letztes Spiel im Memorial Stadium und Brooks Robinson als einer der besten Spieler seines Teams und Johnny Unitas als bester Spieler der Football-Mannschaft Baltimore Colts warfen zeremonielle Bälle zur Eröffnung des Spiels. Unitas warf einen Football. Am Ende des Spiels nahmen einige ehemalige und aktive Spieler der Orioles in den Trikots ihrer jeweiligen Zeit ihre Feldpositionen ein. Robinson war der erste, der das Spielfeld betrat, der letzte war Cal Ripken Jr.
Brooks Robinson starb im September 2023 im Alter von 86 Jahren.